# Philenora lauta
Philenora lauta är en fjärilsart som beskrevs av Swinhoe 1903. Philenora lauta ingår i släktet Philenora och familjen björnspinnare. Inga underarter finns listade i Catalogue of Life.